# Вацлав I, војвода Чешке
Вацлав I (907—935) је био војвода Чешке у 10. веку. Канонизован је и као светитељ признат у Православној и Римокатоличкој цркви. Познат је као заштитник је Чешке, Прага, произвођача пива и вина.
Био је син чешкога кнеза Вратислава I и његове жене Драгомире, унук Свете Људмиле. Рођен је 907. године. Хришћанско васпитање је примио од баке Људмиле, која је била прва чешка хришћанска кнегиња. Отац му је рано умро, а он као наследник због малолетности није могао одмах преузети власт. Уместо њега владала је мајка Драгомира. Она је дошла у сукоб са његовом баком Људмилом због чега је наредила да је убију.
Након тога Вацлав преузима власт и почиње да води земљу независно од утицаја Светог римског царства. Драгомира је то покушавала у томе да га спречи, али није успела. Његова владавина упамћена је по његовој праведности према поданицима, бриге о сиромашнима и гладнима. Градио је многе цркве и украшавао их.
Лично је узгајао виноград из којег је припремао вино за Евхаристију. Бавио се и књижевним и преводилачким радом. Превео је Јованово јеванђеље на чешки језик.
Његов брат Болеслав га је позвао у госте и убио га у своме двору. Болеслав је касније почео доводити Немце за свештенике и уводити службу на латинском језику.
Вацлав је умро 935. године. Мошти му почивају у Катедрали Светог Вида, Вацлава и Војћеха у Прагу.
Дан Светог Вацлава, 28. септембра 1914. године, изабран је за свечану церемонију прибијања платна за заставу и освећење транспарента Чехословачке добровољачке формације Руске војске и полагање заклетве његовог особља на Светој Софији Тргу у Кијеву, а Први пушчани пук чехословачких легија првобитно је носио назив „пук Светог Вацлава“.
Православна црква спомиње Светог Вацлава 28. септембра по јулијанском календару, док Римокатоличка црква обележава св. мученика Вацлава 28. септембра по грегоријанском календару.

## Породично стабло
|  |                        |  |  |  |  |  |  |  |  |  |  |  |  |  |  |  |
|  | 4. Борживој I          |  |  |  |  |  |  |  |  |  |  |  |  |  |  |  |
|  |                        |  |  |  |  |  |  |  |  |  |  |  |  |  |  |  |
|  |                        |  |  |  |  |  |  |  |  |  |  |  |  |  |  |  |
|  | 2. Вратислав I Пшемисл |  |  |  |  |  |  |  |  |  |  |  |  |  |  |  |
|  |                        |  |  |  |  |  |  |  |  |  |  |  |  |  |  |  |
|  |                        |  |  |  |  |  |  |  |  |  |  |  |  |  |  |  |
|  | 5. Људмила од Чешке    |  |  |  |  |  |  |  |  |  |  |  |  |  |  |  |
|  |                        |  |  |  |  |  |  |  |  |  |  |  |  |  |  |  |
|  |                        |  |  |  |  |  |  |  |  |  |  |  |  |  |  |  |
|  | 1. Вацлав I            |  |  |  |  |  |  |  |  |  |  |  |  |  |  |  |
|  |                        |  |  |  |  |  |  |  |  |  |  |  |  |  |  |  |
|  |                        |  |  |  |  |  |  |  |  |  |  |  |  |  |  |  |
|  | 3. Драхомира           |  |  |  |  |  |  |  |  |  |  |  |  |  |  |  |
|  |                        |  |  |  |  |  |  |  |  |  |  |  |  |  |  |  |
|  |                        |  |  |  |  |  |  |  |  |  |  |  |  |  |  |  |